# Simulium hunteri
Simulium hunteri är en tvåvingeart som beskrevs av Malloch 1914. Simulium hunteri ingår i släktet Simulium och familjen knott. Inga underarter finns listade i Catalogue of Life.